# Haeckel's Tale
"Haeckel's Tale" (també conegut com "Clive Barker's Haeckel's Tale") és el dotzè episodi de la primera temporada de la sèrie de televisió Masters of Horror . Originalment es va emetre a Amèrica del Nord el 27 de gener de 2006. Originalment George A. Romero havia de dirigir l'episodi, però va ser substituït per John McNaughton a causa d'un problema de programació.
El guió de l'episodi es basa en una història curta de Clive Barker, publicada per primera vegada a l'antologia Dark Delicacies: Original Tales of Terror and the Macabre.

## Argument

### Començament
La història, ambientada a finals del segle XIX, comença amb un jove anomenat Edward Ralston (Steve Bacic), que arriba a una dona gran, Miz Carnation, que viu en una antiga cabana als boscos de l'estat de Nova York. . Ralston demana a Miz Carnation, una nigromancia, que ressuscita la seva dona recentment morta; ella es nega, però després decideix explicar-li la història d'Ernst Haeckel, i diu que, si després encara vol reviure la seva dona, ella farà el que li demana.

### Història principal
La història es refereix principalment a Ernst Haeckel (Derek Cecil), que intenta seguir els passos de Victor Frankenstein, però no té èxit amb els seus intents de crear vida. S'assabenta de Montesquino, un nigromant, però creu que l'home és un xarlatà. Assabentat del mal estat del seu pare, viatja i es troba amb Walter Wolfram (Tom McBeath) i la seva dona Elise (Leela Savasta). Haeckel se sent estranyament atret per Elise i viceversa. Wolfram sembla no molestar per l'atracció, però quan els crits sobrenaturals ressonen a l'exterior, l'Elise se sent atreta per ells. Haeckel també s'adona que l'Elise cuida un nadó.
L'Elise finalment surt i el descoratjat Wolfram constata que no pot satisfer la seva dona, tot i que ha venut tot el que té per cuidar-la. Haeckel va darrere de l'Elise i segueix els crits fins a una necròpolis propera. Allà descobreix que l'Elise està tenint relacions sexuals amb el seu marit mort i els altres cadàvers ressuscitats. Wolfram ha pagat a Montesquino perquè ressuscita els morts perquè puguin satisfer l'Elise. Quan Wolfram intenta portar-la a casa, els cadàvers el maten. Haeckel s'enfronta a Montesquino i li demana que s'aturi. El nigromant diu que no pot, i un Haeckel enfadat li dispara mentre intenta escapar. El moribund Montesquino empènyer Haeckel en una làpida, noquejant-lo.
L'endemà al matí, Haeckel es desperta i torna a la cabana, on troba l'Elise alletant el nadó: un nen cadàver, el fill del seu "veritable" marit. El nadó arrenca la gola a Haeckel. La següent escena passa de nou a la necròpolis, excepte que és el mort Haeckel amb qui Elise ara té relacions sexuals.

### Conclusió
Miz Carnation conclou la seva història i un Ralston disgustada la mira horroritzada mentre s'adona que ella és l'Elise més gran, mentre els cadàvers del seu primer marit, Wolfram, i Haeckel s'entren tambalejant i ella treu el nadó zombi. Ralston decideix no aixecar la seva dona morta i fuig de la cabana a la nit mentre la Miz Carnation i la resta del seu clan no mort la miren.

## Repartiment
- Steve Bacic - Edward Ralston
- Micki Maunsell - Miz Carnation
- Derek Cecil - Ernst Haeckel
- Tom McBeath - Walter Wolfram
- Leela Savasta - Elise Wolfram
- Gerard Plunkett - Dr. Hauser
- Pablo Coffey - Chester
- Jon Polito - Montesquino
- Warren Kimmel - Faron
- Jill Morrison - Rachel